# Ministerio de Cultura de Letonia
El Ministerio de Cultura de Letonia (en letón: Latvijas Republikas Kultūraso ministrija) es una institución estatal de la República de Letonia que coordina la política y cultura nacional, siguiendo las reglas establecidas por el mencionado ministerio y la declaración del Consejo de Ministros. Entre sus responsabilidades se encuentran las bibliotecas, museos, teatros, literatura, derechos de autor, monumentos, música y artes visuales. La ministra de Cultura actual es Dace Melbārde desde 31 de octubre de 2013.

## Composición
El Ministerio de Cultura consta de varias divisiones independientes, con un apartado principal de tres departamentos:
- Departamento de Cultura
- Departamento de Integración Social
- Departamento de Fondo de la Unión Europea

## Ministros de Cultura

### República de Letonia
|    | Nombre                 | Inicio                   | Final                    | Partido                                                |
| -- | ---------------------- | ------------------------ | ------------------------ | ------------------------------------------------------ |
| 1  | Raimonds Pauls         | 16 de mayo de 1990       | 20 de septiembre de 1993 | sin partido                                            |
| 2  | Jānis Dripe            | 20 de septiembre de 1993 | 21 de diciembre de 1995  | Vía Letona                                             |
| 3  | Ojārs Spārītis         | 21 de diciembre de 1995  | 22 de julio de 1996      | Unión de Agricultores Letones                          |
| 4  | Rihards Pīks           | 12 de agosto de 1996     | 20 de junio de 1997      | Unión de Agricultores Letones                          |
| 5  | Ramona Umblija         | 7 de agosto de 1997      | 26 de noviembre de 1998  | Unión de Agricultores Letones                          |
| 6  | Karina Pētersone       | 26 de noviembre de 1998  | 7 de noviembre de 2002   | Vía Letona                                             |
| 7  | Inguna Rīvenda         | 7 de noviembre de 2002   | 9 de marzo de 2004       | Partido de la Nueva Era                                |
| 8  | Helēna Demakova        | 9 de marzo de 2004       | 12 de enero de 2009      | Partido Popular                                        |
| 9  | Ints Dālderis          | 12 de marzo de 2009      | 3 de noviembre de 2010   | Partido Popular (hasta el 19 de marzo de 2010)         |
| 9  | Ints Dālderis          | 12 de marzo de 2009      | 3 de noviembre de 2010   | sin partido (19 de marzo de 2010-28 de junio de 2010)  |
| 9  | Ints Dālderis          | 12 de marzo de 2009      | 3 de noviembre de 2010   | Partido de la Nueva Era (desde el 28 de junio de 2010) |
| 10 | Sarmīte Ēlerte         | 3 de noviembre de 2010   | 25 de octubre de 2011    | Unión Cívica                                           |
| 11 | Žaneta Jaunzeme-Grende | 25 de octubre de 2011    | 16 de septiembre de 2013 | Alianza Nacional                                       |
| 12 | Dace Melbārde          | 31 de octubre de 2013    | actualidad               | sin partido (hasta febrero de 2014)                    |
| 12 | Dace Melbārde          | 31 de octubre de 2013    | actualidad               | Alianza Nacional (desde febrero de 2014)               |

## Titulares de la RSS de Letonia
|   | Nombre                                                              | Inicio | Final             | Partido                      |
| - | ------------------------------------------------------------------- | ------ | ----------------- | ---------------------------- |
| 1 | Voldemārs Kalpiņš                                                   | 1953   | diciembre de 1961 | Partido Comunista de Letonia |
| 2 | Vladimirs Kaupuž                                                    | 1962   | 1986              | Partido Comunista de Letonia |
| 3 | ?                                                                   | 1986   | 1988              | ?                            |
| 4 | Raimonds Pauls (como presidente del Comité Estatal para la Cultura) | 1988   | 1990              | ?                            |